# Cryptolabis (Cryptolabis) travassosi
Cryptolabis (Cryptolabis) travassosi is een tweevleugelige uit de familie steltmuggen (Limoniidae). De soort komt voor in het Neotropisch gebied.